# Imay Hendra
Imay Hendra (* 30. Januar 1970) ist ein ehemaliger Badmintonspieler aus Indonesien.

## Karriere
Imay Hendra gewann 1990 gemeinsam mit Bagus Setiadi die Herrendoppelwertung bei den Finnish International. Bei der Badminton-Weltmeisterschaft 1991 erkämpften sich beide als größten Erfolg ihrer Karriere Bronze. 1991 standen Setiadi und Hendra auch im Halbfinale der Indonesia Open und der All England. 1993 schaffte es Hendra mit Dicky Purwotjugiono an seiner Seite ins Finale der Thailand Open, unterlag dort jedoch gegen seine Landsleute Bambang Suprianto und Rudy Gunawan. Im späteren Verlauf seiner Karriere wechselte Hendra nach Brunei.

## Erfolge
| Saison | Veranstaltung         | Disziplin    | Platz | Name                              |
| ------ | --------------------- | ------------ | ----- | --------------------------------- |
| 1990   | Finnish International | Herrendoppel | 1     | Imay Hendra / Bagus Setiadi       |
| 1991   | Weltmeisterschaft     | Herrendoppel | 3     | Imay Hendra / Bagus Setiadi       |
| 1991   | All England           | Herrendoppel | 3     | Imay Hendra / Bagus Setiadi       |
| 1991   | Indonesia Open        | Herrendoppel | 3     | Imay Hendra / Bagus Setiadi       |
| 1993   | Thailand Open         | Herrendoppel | 2     | Imay Hendra / Dicky Purwotjugiono |